# كاشان (غويجة بل)
کاشان (بالفارسية: کاشان) هي منطقة سكنية تقع في إيران في قسم غويجة بل الریفي. يقدر عدد سكانها بـ 99 نسمة .